# Keith Fahey
Keith Declan Fahey (ur. 15 stycznia 1983 w Dublinie) – irlandzki piłkarz występujący na pozycji pomocnika w St. Patrick’s Athletici reprezentacji Irlandii. Pierwszego gola w reprezentacji strzelił w meczu z Armenią.